# Drosophila arcosae
Drosophila arcosae är en tvåvingeart som beskrevs av Ana I. Vela och José Albertino Rafael 2001. Drosophila arcosae ingår i släktet Drosophila och familjen daggflugor.
Artens utbredningsområde är Ecuador.